# Divinités grecques marines
 (septembre 2023).
Si vous disposez d'ouvrages ou d'articles de référence ou si vous connaissez des sites web de qualité traitant du thème abordé ici, merci de compléter l'article en donnant les références utiles à sa vérifiabilité et en les liant à la section « Notes et références ».
La mythologie grecque telle que nous la nommons a été inventée par les peuples de la Méditerranée et de la mer Noire. Ils furent tous baignés de mêmes eaux et les premières divinités qu’ils adorèrent furent des divinités marines. Il en existe plusieurs dans la mythologie grecque ; ils sont appelés divinités marines les êtres surnaturels et divins relatifs à la mer et à l'eau.
De par sa portée philosophique et sa beauté poétique, la Théogonie d'Hésiode, travailleur de la terre, est généralement la référence en matière de généalogie des dieux ; dans son œuvre, il nous donne une version « géocentriste » de la création du monde et des dieux. Cependant, il n'est pas le seul à vouloir s'approprier une affirmation telle que celle-ci. En effet, comme ce dernier, Homère affirme, par la bouche d’Héra elle-même, dans le Chant 14 de l’Iliade, qu’Océanos est l’origine des dieux.
Selon Hésiode, au contraire, le couple constitué d’Océanos et de Téthys sont les premiers enfants de Gaïa, la Terre-Mère, et d’Ouranos, le Ciel. Mais son nom ne doit pas nous induire en erreur : Océanos n’est pas un dieu marin au sens propre, il est le fleuve d’eau douce qui, selon la géographie mythique des anciens Grecs, entoure la terre. Océanos et Téthys eurent comme enfants les 3 000 dieux-fleuves et 3 000 nymphes des eaux, les Océanides.

## Les divinités chthoniennes

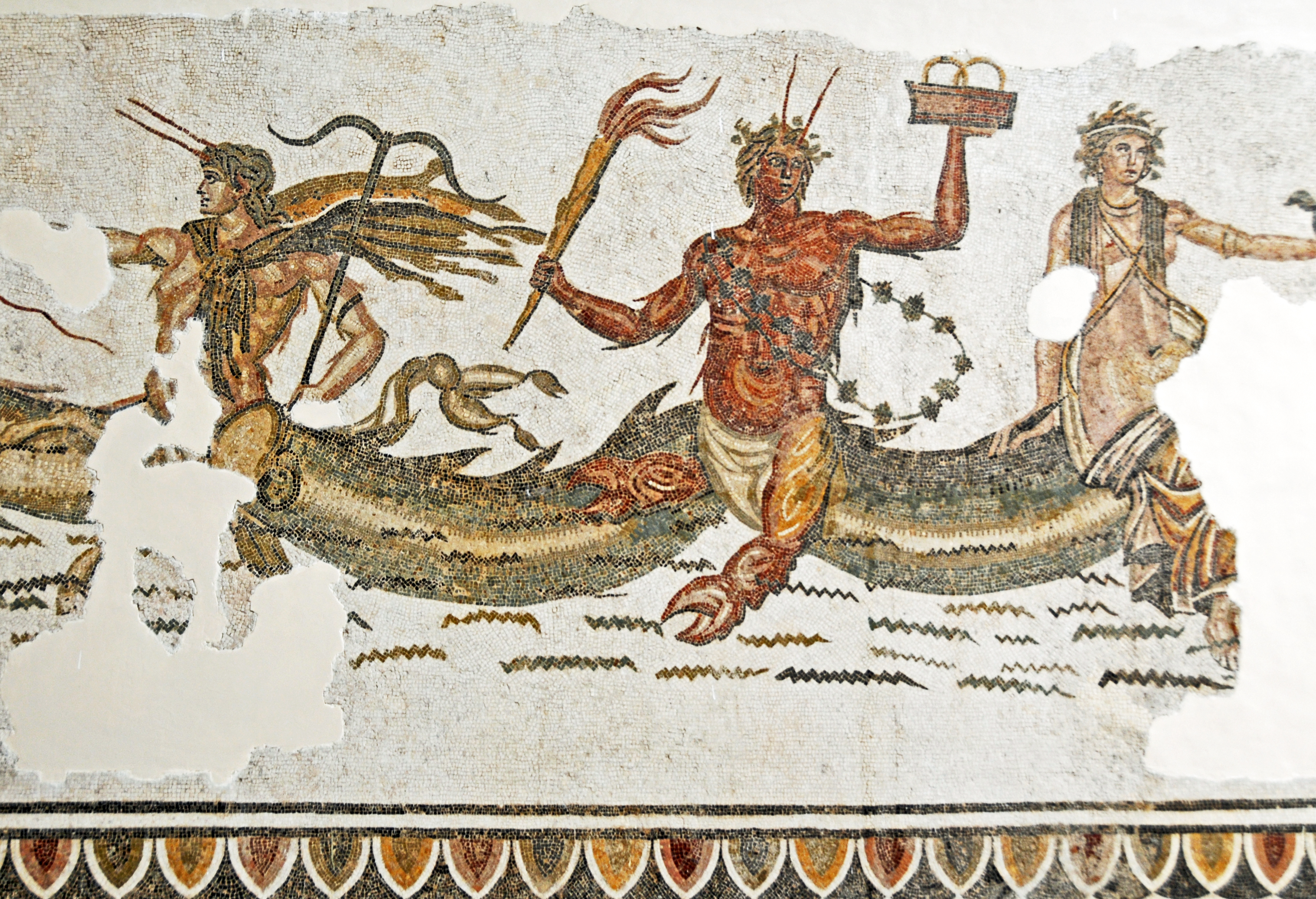
Phorcys, Céto, Triton ou Thaumas

Le premier dieu marin, tel que nous le connaissons, est Pontos, fils de Gaïa. On ne connaît pas grand-chose de lui. Il est, avec Ouranos le ciel et les Ouréa les hautes montagnes, l’un des nombreux premiers enfants de Gaïa, qu’elle a conçu seule, sans l’intervention d’aucune entité masculine. Après la castration d'Ouranos, Gaia s'est uni à Pontos, avec qui elle a enfanté Nérée, que l’on nomme le « Vieillard de la mer », ainsi que Thaumas et Phorcys, divinités masculines, et Céto et Eurybie, divinités féminines (certains font d'Eurybie une Titanide).
La descendance Océanos/Téthys, enfants d'Ouranos et Gaïa, donnent naissance à 3 000 rivières et fleuves divins. Ces fleuves sont eux-mêmes les pères d’autres divinités élémentaires chthoniennes (issues de la terre) :
- Achéloos — autre fils des deux Titans, est donné pour le père des sirènes ;
- Nérée — le vieillard homme de la mer, fils de Gaïa et de Pontos, est un dieu primitif antérieur à Poséidon ; expert en métamorphoses ;
- De nombreuses autres divinités marines (les fleuves des Enfers, mais aussi Asopos, Achéron, Alphée ou encore Pénée) symbolisant des fleuves sont nées du couple.
- Aphrodite, déesse de l’Amour, parce qu’elle est née de l’écume des flots et que son culte est très lié aux éléments marins, peut parfois être considérée comme une divinité marine.

Bien qu’enfants de Pontos, Thaumas, Phorcys, Eurybie et Cétô ne sont pas réellement des divinités marines. On retrouve notamment Céto et Phorcys parmi les générations monstrueuses conçues par Gaïa.

« C’est ici qu’habite le véridique Vieillard de la mer, l’immortel Protée égyptien qui connaît les profondeurs de toute la mer et qui est esclave de Poséidon… Si tu peux le saisir par ruse, il te dira ta route et comment tu retourneras à travers la mer poissonneuse… Quand le soleil atteint le milieu du ciel, alors le véridique Vieillard marin sort de la mer, sous le souffle de Zéphyr, et couvert d’une brume épaisse. Étant sorti, il s’endort sous les grottes creuses. Autour de lui, les phoques sans pieds de la belle Halosydné, sortant aussi de la blanche mer, s’endorment, innombrables, exhalant l’âcre odeur de la mer profonde… »

## Les divinités croniennes et olympiennes

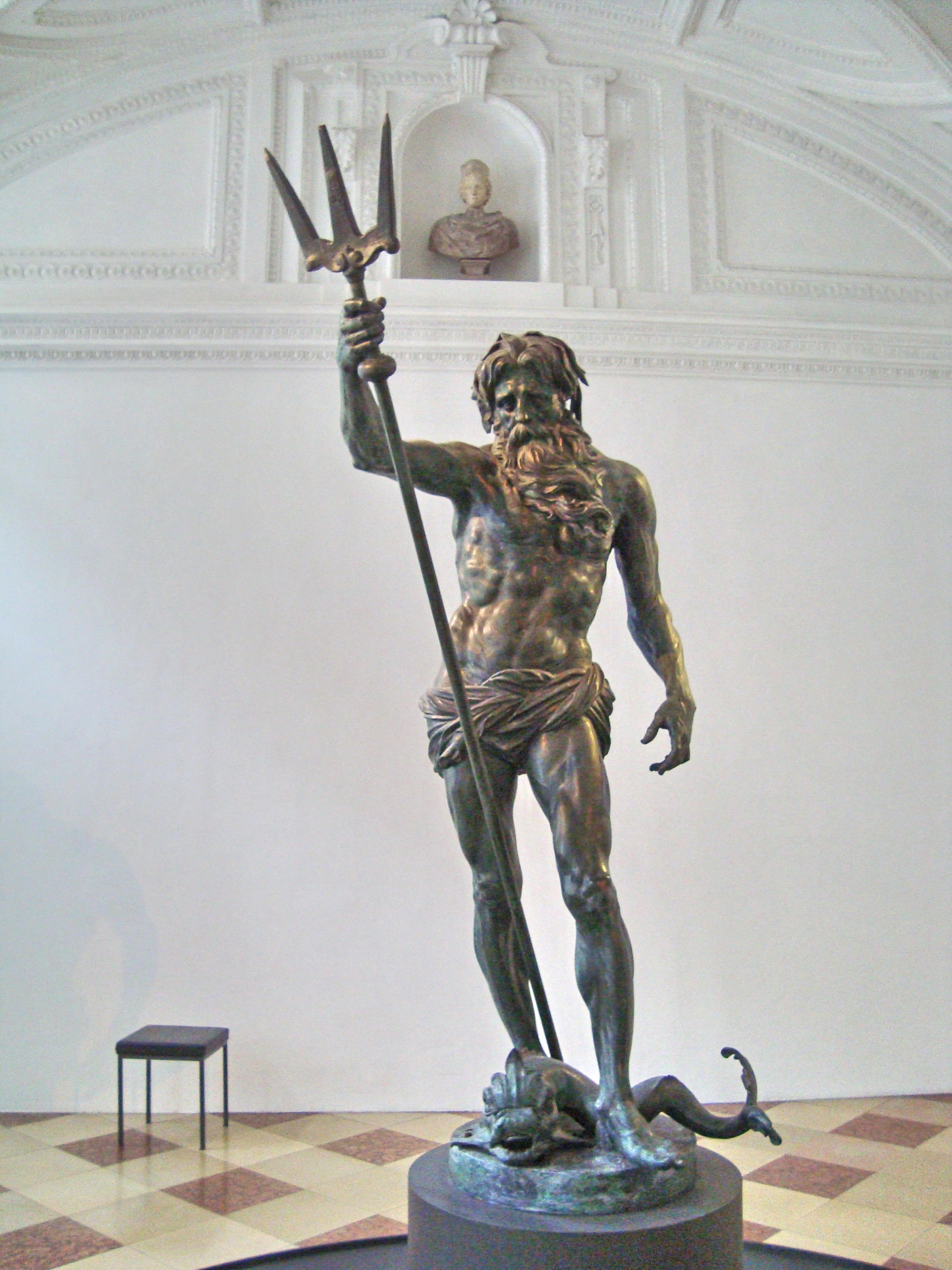
Poséidon et son trident

Le personnage le plus célèbre du panthéon marin de la mythologie grecque est sans nul doute Poséidon, souverain du monde aquatique, frère de Zeus et Hadès. Il est devenu l'emblématique dieu des mers, à la suite de leur lutte contre les Titans. C'est de là que le trident est devenu son principal attribut. Poséidon et ces différentes unions vont être à l’origine d’une lignée de dieux et de héros marins postérieurs, dit « croniens » (contemporains de Cronos) et olympiens (contemporains de Zeus). Ces progénitures marines sont constituées de dieux (Protée, Triton, Rhodos), de héros (Éole, les Molionides, Thésée, Atlas et Gadir, les Aloades, Agénor et Bélos), de monstres (les Cyclopes, Antée, Charybde, les Telchines, Pégase et Chrysaor, Arion), mais aussi de simples mortels (Pélias, Nélée, Nauplios, Eumolpos, Cercyon). Il a été marié à Amphitrite, qui lui a donné trois enfants : Triton, Rhodé et Benthésicymé. Mais il a aussi eu plusieurs autres enfants avec d’autres femmes : avec la nymphe Thoosa, il a eu le Cyclope Polyphème (qui sera aveuglé par Ulysse et ses compagnons) ; avec la mortelle Éthra, il a engendré Thésée ; et selon certaines légendes, il a été le père des brigands infestant la route de Trézène à Athènes.
Ces sanctuaires principaux se trouvaient au cap Sounion et à Délos.

## Les nymphes marines
Les nymphes sont des personnages de la mythologie grecque et romaine. Le mot nymphe est à rattacher au même radical que nubere qui signifie, d'une façon générale, femme. Les nymphes de la mer sont appelées Océanides ou Néréides, suivant leur descendance, d'Océanos ou de Nérée.
Véridique et bienveillant, respectueux des coutumes, selon Hésiode, Nérée avait le don de l’oracle et de la transformation en toutes sortes de créatures. De sa liaison avec l’Océanide Doris, il a eu  50 filles, les Néréides. Comme les Océanides, elles étaient belles et gracieuses et, comme leur père, elles avaient le don de se métamorphoser. Selon Hésiode, trois d'entre elles se sont distinguées : Thétis, la plus belle des Néréides et mère d’Achille, Amphitrite, qui est devenu l’épouse de Poséidon, et Psamathée, épouse d'Éaque.

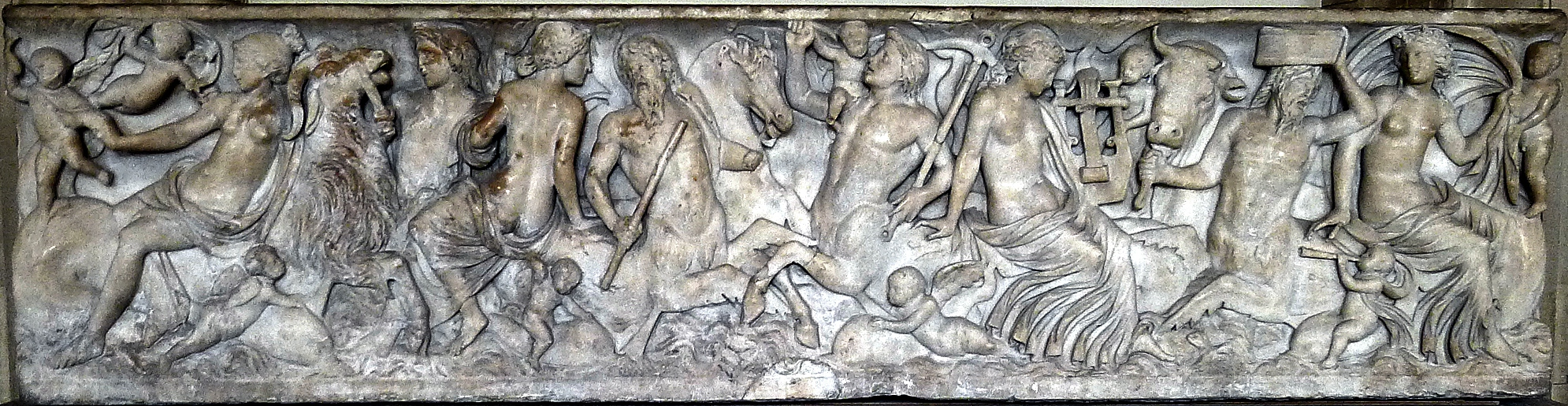

Outre les Néréides, la mythologie grecque nomme plusieurs sortes de nymphes marines parmi lesquelles :
- Hydriades (nymphes aquatiques)
- Alcyonides (nymphes oiseaux) : Les douze filles du Géant Alcyonée, qui après sa mort se jetèrent dans la mer et devinrent des alcyons, ou martins-pêcheurs : Alcippe, Anthé, Astéria, Drimo, Méthone, Pallène et Phthonia.
- Camènes (nymphes romaines des sources et des bois, des incantations) :
  - Camasene : Mère du Tibre.
  - Canens : Nymphe du Latium, la beauté de son chant pouvait déplacer les pierres et les arbres, apaiser les bêtes sauvages et retenir le cours des rivières.
  - Égérie : Nymphe aquatique italienne, transformée en éternelle source à la mort de son mari, le second roi de Rome, qu'elle conseillait en religion et politique.
  - Thémis ou Nicostrate : Fille de la rivière Ladon, romanisée.
  - Carmenta (de carmen, « chant magique ») : Prophétesse d’Arcadie, accompagnée d’Antevorta et de Postvorta, les Camènes du passé et de l’avenir.
- Crénées (nymphes des fontaines) :
  - Castalie : Fontaine delphique, fille du dieu rivière Achéloos.
  - Jouvence : Jupiter aurait transformé la nymphe Nauplie en fontaine régénératrice.
  - Pirène : Fontaine au pied de l’Acrocorynthe, montagne proche de Corynthe.
- Haliades (nymphes des plages, des mers et des côtes rocheuses) :
  - Rhodé et Benthésicymé : Nymphes, filles de Poséidon, sœurs de Triton. Rhodé a donné son nom à l’île de Rhodes, aimée par Hélios.
  - Thoosa : Aimée de Poséidon, mère du Cyclope Polyphème.
  - Triteia : fille de Triton et de la nymphe Tritonis
  - Brizo, déesse protectrice des marins et déesse de la brizomancie.
- Hyades (nymphes des pluies) : Nourrices de Zeus à Dodone, elles furent transportées au ciel par Zeus pour échapper à la colère d’Héra, les « pluvieuses » : Ambrosie, Eudore, Ésylé, Coronis, Dioné, Polyxo, Phaéo, Phésyle, Cléia, etc.
- Naïades (nymphes aquatiques)
- Héléades (nymphes des marais et marécages)
- Limnades (nymphes des lacs)
- Néphélées (nymphes des nuages et de la pluie)
- Néréides (nymphes marines issues de Nérée, cortège de Poséidon, au nombre de cinquante)
- Océanides (nymphes des eaux, au nombre de trois mille)
- Potamides (nymphes des fleuves et rivières)
- Psamides (nymphes des sables, protectrices des plages)
- Pégées (nymphes des sources)
- Lampades (nymphes infernales) : Suivantes d’Hécate, de leurs flambeaux vient le nom lampadaire.
- Gorgyra ou Orphné (nymphe souterraine)
- Ménades (femmes inspirées par l’ivresse, la danse et les chants)

## Les sirènes

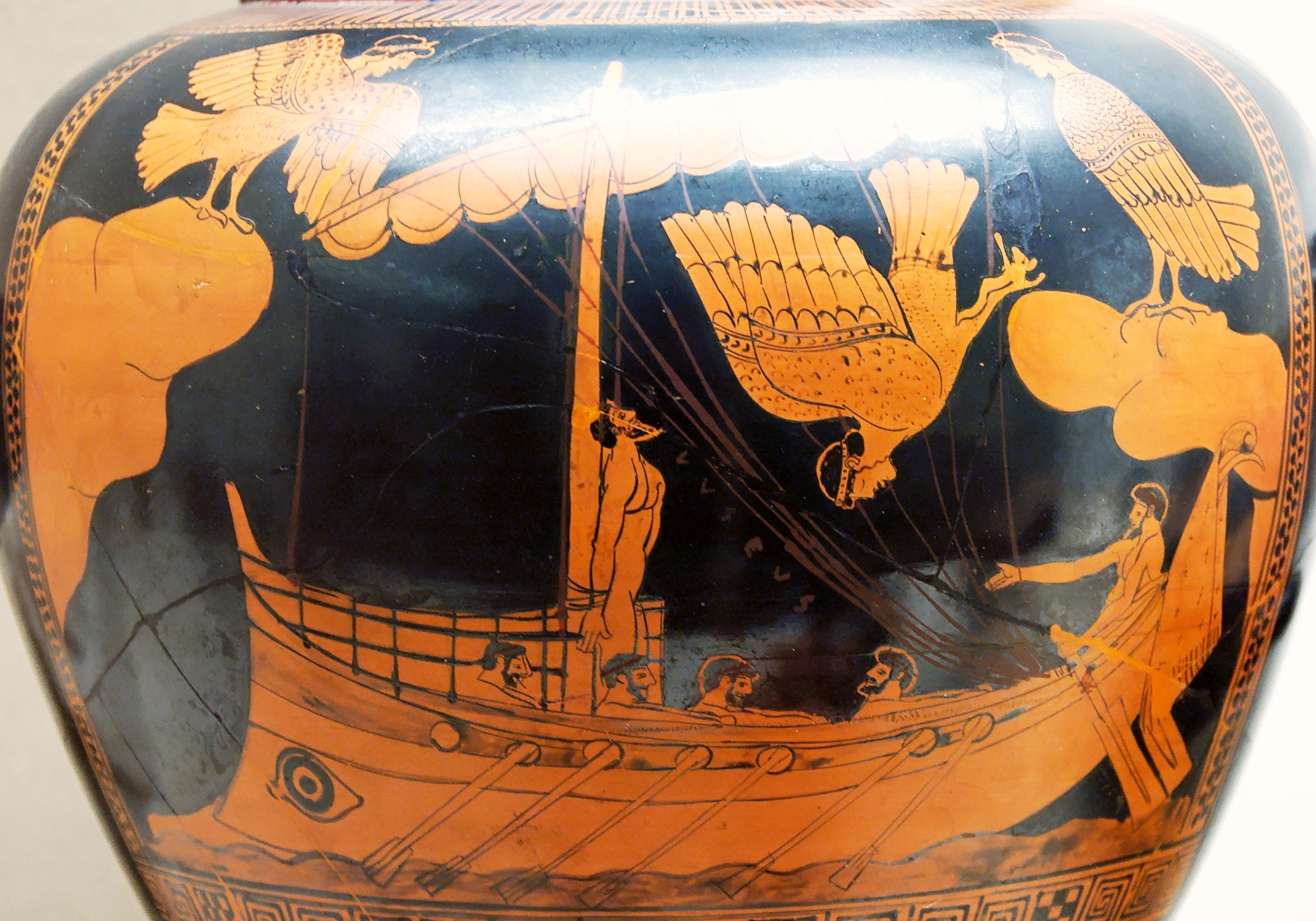
Détail d'un stamnos attique à figures rouges du Peintre de la Sirène

Selon la tradition la plus répandue, les sirènes étaient des êtres symbolisant les âmes des morts. Figurant d'abord en oiseaux à tête humaine, elles charmaient les hommes de leurs chants mélodieux pour les entraîner vers une vaste prairie, couverte des ossements et de chairs desséchées des infortunés marins qui les avaient précédés, et ils y périssaient.
À partir du Moyen Âge, sans doute au contact des légendes des contrées nordiques, elles furent représentées en femmes à queue de poisson.
Les sirènes sont les filles d'Achéloos d'où leur nom d'Achéloïdes (Apollodore), ou de Phorcys (Plutarque). Leur mère, dans la première hypothèse, est tour à tour Stérope, ou Melpomène (Apollodore), Terpsichore (Apollonius), Calliope (Servius), Gaia (Euripide) ou bien selon une légende romaine, les suivantes de Proserpine que Cérès, sa mère, transforma en femmes-oiseaux pour ne pas être intervenues lors de l'enlèvement de sa fille par Pluton.
On en dénombre un nombre variable selon les auteurs ; ce nombre monte même jusqu'à huit chez Platon qui ne les nomme pas.
Mais en général on en trouve trois, l'une qui joue de la lyre, l'autre de la flûte tandis que la dernière chante.
D'après la tradition suivie par le récit homérique de l’Odyssée, il s'agissait de divinités de la mer postées à l'entrée du détroit de Sicile, sur une île située entre l’île d’Ééa et celle des monstres Charybde et Scylla, mais il existe d'autres lieux de leur séjour comme le cap Pélore, l'île d'Anthémuse (Anthémoessa), les îles de Sirénuses, ou Caprée.
Par leurs chants au charme irrésistible, elles attiraient les marins et les entraînaient à la mort. Elles chantaient, paraît-il, des prophéties et des chansons inspirées par l'Hadès, l'au-delà.
- Aglaopé : au beau visage
- Aglaophone : à la voix splendide
- Ligie : à la voie claire
- Leucosie : la blanche
- Molpé : au chant étrange
- Parthénope : à la voix de jeune fille
- Pisinoé : qui persuade
- Thelxinoé : qui charme l'esprit
- Thelxiope : l'enchanteresse
- Thelxépie : charmeuse

## Sources
- Dictionnaire de la mythologie grecque et romaine, Joel Schmidt, Larousse
- Atlas du monde grec, Peter Levi, Nathan